# نهائي كأس ملك إسبانيا 1986
نهائي كأس ملك إسبانيا 1986 هو النهائي رقم 84 في إطار البطولة التي بدأت سنة 1902 ، جمعت المباراة النهائية ناديّ ريال سرقسطة وبرشلونة بتاريخ 26 أبريل وأُقيم على ملعب فيسنتي كالديرون في مدينة مدريد وتمكن نادي ريال سرقسطة من الفوز بنتيجة 1-0 .

## التفاصيل
| ريال سرقسطة                         | 1–0 | برشلونة             |
| ----------------------------------- | --- | ------------------- |
| روبن سوسا 34' · المدرب · لويس كوستا |     | المدرب تيري فينابلز |